# Liatongus bucerus
Liatongus bucerus är en skalbaggsart som beskrevs av Leon Fairmaire 1891. Liatongus bucerus ingår i släktet Liatongus och familjen bladhorningar. Inga underarter finns listade i Catalogue of Life.